# CHCHD10
CHCHD10 (англ. Coiled-coil-helix-coiled-coil-helix domain containing 10) – білок, який кодується однойменним геном, розташованим у людей на короткому плечі 22-ї хромосоми. Довжина поліпептидного ланцюга білка становить 142 амінокислот, а молекулярна маса — 14 149.
| 10         |  | 20         |  | 30         |  | 40         |  | 50         |
| ---------- |  | ---------- |  | ---------- |  | ---------- |  | ---------- |
| MPRGSRSAAS |  | RPASRPAAPS |  | AHPPAHPPPS |  | AAAPAPAPSG |  | QPGLMAQMAT |
| TAAGVAVGSA |  | VGHVMGSALT |  | GAFSGGSSEP |  | SQPAVQQAPT |  | PAAPQPLQMG |
| PCAYEIRQFL |  | DCSTTQSDLS |  | LCEGFSEALK |  | QCKYYHGLSS |  | LP         |

A: Аланін

C: Цистеїн

D: Аспарагінова кислота

E: Глутамінова кислота

F: Фенілаланін

G: Гліцин

H: Гістидин

I: Ізолейцин

K: Лізин

L: Лейцин

M: Метіонін

P: Пролін

Q: Глутамін

R: Аргінін

S: Серин

T: Треонін

V: Валін

Локалізований у мітохондрії.